# Daniil Trifonov
Daniil Trifonov (in russo Даниил Трифонов?; Nižnij Novgorod, 5 marzo 1991) è un pianista e compositore russo.

## Biografia
Daniil Trifonov inizia a suonare il pianoforte all'età di 5 anni. Ha studiato dal 2000 al 2009 all'Accademia russa di musica Gnesin di Mosca nella classe di Tatiana Zelikman, già insegnante di talenti della scuola russa come Aleksej Volodin e Aleksandr Kobrin.
All'età di 17 anni si classifica 5º al Concorso Skrjabin di Mosca. Sempre nel 2008 vince la III edizione del Concorso pianistico internazionale di San Marino.
Dal 2009 inizia il perfezionamento al Cleveland Institute of Music sotto la guida di Sergei Babajan.
Nel 2010 si impone nel panorama pianistico internazionale classificandosi terzo al Concorso internazionale Chopin di Varsavia, vincendo inoltre il premio per la migliore esecuzione di una mazurka e ricevendo l'apprezzamento di grandi pianisti come Martha Argerich, Nelson Freire e Krystian Zimerman.
La consacrazione definitiva arriva nel 2011 con la vittoria in maggio del Concorso pianistico internazionale Arthur Rubinstein di Tel Aviv (dove riceve anche il premio per la migliore esecuzione di un brano di Chopin, il premio per la miglior prova di musica da camera e il premio del pubblico) e, appena un mese dopo, del Concorso internazionale Čajkovskij di Mosca.
Nello stesso anno esce per Decca il suo primo cd ufficiale, con le registrazioni live di un recital dedicato a Chopin. I suoi successivi dischi saranno pubblicati da Deutsche Grammophon, con cui nel 2013 sigla un contratto in esclusiva. Le sue incisioni discografiche, spesso annoverate nella classifica di Billboard delle più popolari incisioni discografiche nella musica classica, hanno ottenuto riconoscimenti come i Gramophone Awards (2016) e il Grammy Award (2018).
In questi anni la carriera di Trifonov ha conosciuto un rapido sviluppo, con pochi eguali nel panorama musicale contemporaneo. Oltre a essere stato artista in residence in alcune delle più importanti istituzioni musicali (Berliner Philharmoniker, New York Philharmonic, Musikverein), è regolarmente ospite dei maggiori festival, istituzioni e palcoscenici internazionali, tra cui Carnegie Hall, Wigmore Hall, Queen Elizabeth Hall, Concertgebouw, Salle Pleyel, Suntory Hall, Royal Festival Hall, John F. Kennedy Center for the Performing Arts, Théâtre des Champs-Élysées, Seoul Arts Center, Mozarteum, Wiener Konzerthaus, Teatro alla Scala, Residenz di Monaco di Baviera, Tonhalle Zurich, Palau de la Musica, Tokyo Opera City, Chicago Symphony Orchestra, Orchestra di Cleveland, Royal Philharmonic Orchestra, London Symphony Orchestra, Royal Concertgebouw Orchestra, Orchestra dell’Accademia Nazionale di Santa Cecilia, Maggio Musicale Fiorentino, San Francisco Symphony, Houston Symphony, Staatskapelle Berlin, Münchner Philharmoniker, Rotterdam Philharmonic Orchestra, Verbier Festival, Festival di Salisburgo, BBC Proms e Festival di Lucerna.
Nel 2017 gli viene assegnato il Premio Herbert von Karajan, nella sua prima edizione al Festival di Pasqua di Salisburgo.

## Composizioni
Parallelamente all'attività pianistica, Trifonov ha studiato composizione e ha pubblicato alcune sue composizioni, da lui eseguite spesso presso importanti istituzioni concertistiche. Le sue opere sono finora state pubblicate da Schott Music.
- Concerto per pianoforte e orchestra in Mi bemolle minore (2013-2014). Prima esecuzione il 23/04/2014 al Cleveland Institute of Music: Daniil Trifonov/pf, Cleveland Institute of Music Orchestra dir. Joel Smirnoff
- Quintetto concertante per pianoforte e archi (2018). Prima esecuzione il 29/07/2018 al Verbier Festival: Daniil Trifonov/pf, Vilde Frang e Kirill Troussov/vln, Ori Kam/vla, Clemens Hagen/vlc

## Discografia
- 2011 – Chopin (Fryderyk Chopin Institute)
- 2011 – Chopin - Polnische Kammerphilharmonie Sopot/Wojciech Rajski (Dux Records)
- 2011 – Daniil Trifonov plays Frédéric Chopin (Decca)
- 2012 – Tchaikovsky, Chopin, Schubert-Liszt, Schumann-Liszt - Orchestra sinfonica del Teatro Mariinskij/Valery Gergiev (Mariinsky)
- 2013 – Trifonov: The Carnegie Recital (Deutsche Grammophon)
- 2015 – Rachmaninov Variations - Philadelphia Orchestra/Yannick Nézet-Séguin (Deutsche Grammophon)
- 2016 – Trascendental: Daniil Trifonov plays Franz Liszt (Deutsche Grammophon)
- 2017 – Preghiera: Rachmaninov Piano Trios - Gidon Kremer/Giedré Dirvanauskaité (Deutsche Grammophon)
- 2017 – Chopin Evocations - Mahler Chamber Orchestra/Mikhail Pletnev, Sergei Babayan (Deutsche Grammophon)
- 2017 – Franz Schubert: Forellenquintett - Anne-Sophie Mutter, Hwayoon Lee, Maximilian Hornung, Roman Patkoló (Deutsche Grammophon)
- 2018 – Destination Rachmaninov: Departure, Piano Concertos 2 & 4 - Philadelphia Orchestra/Yannick Nézet-Séguin (Deutsche Grammophon)
- 2019 – Destination Rachmaninov: Arrival, Piano Concertos 1 & 3 - Philadelphia Orchestra/Yannick Nézet-Séguin (Deutsche Grammophon)
- 2020 – Strauss: Also sprach Zarathustra; Burleske - Bavarian Radio Symphony Orchestra/Mariss Jansons (BR Klassik)